# Le Menoux
Pour les articles homonymes, voir Menoux (homonymie).
Le Menoux est une commune française située dans le département de l'Indre, en région Centre-Val de Loire.

## Géographie

### Localisation
La commune est située dans le sud du département, dans la région naturelle du Boischaut Sud.
Les communes limitrophes sont : Badecon-le-Pin (2 km), Le Pêchereau (3 km), Ceaulmont (3 km) et Chavin (3 km).
Les communes chefs-lieux et préfectorales sont : Argenton-sur-Creuse (6 km), Châteauroux (30 km), La Châtre (32 km), Le Blanc (40 km) et Issoudun (54 km).

### Hameaux et lieux-dits
Les hameaux et lieux-dits de la commune sont : Chadelet, la Balicave, la Touche, le Moulin Lasnier, le Bourgoin et le Moulin Neuf.

### Géologie et hydrographie
La commune est classée en zone de sismicité 2, correspondant à une sismicité faible.
Le territoire communal est arrosé par la rivière Creuse. Il faut noter que le village est construit sur une hauteur, à l’abri des crues de la rivière.

### Climat
Pour des articles plus généraux, voir Climat du Centre-Val de Loire et Climat de l'Indre.
En 2010, le climat de la commune est de type climat océanique dégradé des plaines du Centre et du Nord, selon une étude du CNRS s'appuyant sur une série de données couvrant la période 1971-2000. En 2020, Météo-France publie une typologie des climats de la France métropolitaine dans laquelle la commune est exposée à un climat océanique altéré et est dans la région climatique Ouest et nord-ouest du Massif Central, caractérisée par une pluviométrie annuelle de 900 à 1 500 mm, maximale en automne et en hiver.
Pour la période 1971-2000, la température annuelle moyenne est de 11,9 °C, avec une amplitude thermique annuelle de 15,1 °C. Le cumul annuel moyen de précipitations est de 814 mm, avec 11,4 jours de précipitations en janvier et 7,6 jours en juillet. Pour la période 1991-2020, la température moyenne annuelle observée sur la station météorologique de Météo-France la plus proche, « Éguzon », sur la commune d'Éguzon-Chantôme à 12 km à vol d'oiseau, est de 12,1 °C et le cumul annuel moyen de précipitations est de 934,4 mm,. Pour l'avenir, les paramètres climatiques de la commune estimés pour 2050 selon différents scénarios d'émission de gaz à effet de serre sont consultables sur un site dédié publié par Météo-France en novembre 2022.

### Voies de communication et transports
Le territoire communal est desservi par les routes départementales : 48 et 54.
La ligne d'Argenton-sur-Creuse à La Chaussée passait par le territoire communal, une gare desservait la commune. La gare ferroviaire la plus proche est la gare d'Argenton-sur-Creuse (6 km), sur la ligne des Aubrais - Orléans à Montauban-Ville-Bourbon.
Le Menoux est desservie par la ligne J du Réseau de mobilité interurbaine.
L'aéroport le plus proche est l'aéroport de Châteauroux-Centre, à 44 km.
Le territoire communal est traversé par le sentier de grande randonnée de pays du Val de Creuse et par la voie verte des Vallées.

## Urbanisme

### Typologie
Au 1er janvier 2024, Le Menoux est catégorisée commune rurale à habitat dispersé, selon la nouvelle grille communale de densité à sept niveaux définie par l'Insee en 2022.
Elle est située hors unité urbaine. Par ailleurs la commune fait partie de l'aire d'attraction de Châteauroux, dont elle est une commune de la couronne,. Cette aire, qui regroupe 71 communes, est catégorisée dans les aires de 50 000 à moins de 200 000 habitants,.

### Occupation des sols
L'occupation des sols de la commune, telle qu'elle ressort de la base de données européenne d’occupation biophysique des sols Corine Land Cover (CLC), est marquée par l'importance des territoires agricoles (79,1 % en 2018), en augmentation par rapport à 1990 (74,7 %). La répartition détaillée en 2018 est la suivante : 
zones agricoles hétérogènes (48 %), prairies (19,6 %), zones urbanisées (14,1 %), terres arables (11,5 %), forêts (6,2 %), eaux continentales (0,6 %). L'évolution de l’occupation des sols de la commune et de ses infrastructures peut être observée sur les différentes représentations cartographiques du territoire : la carte de Cassini (XVIIIe siècle), la carte d'état-major (1820-1866) et les cartes ou photos aériennes de l'IGN pour la période actuelle (1950 à aujourd'hui).

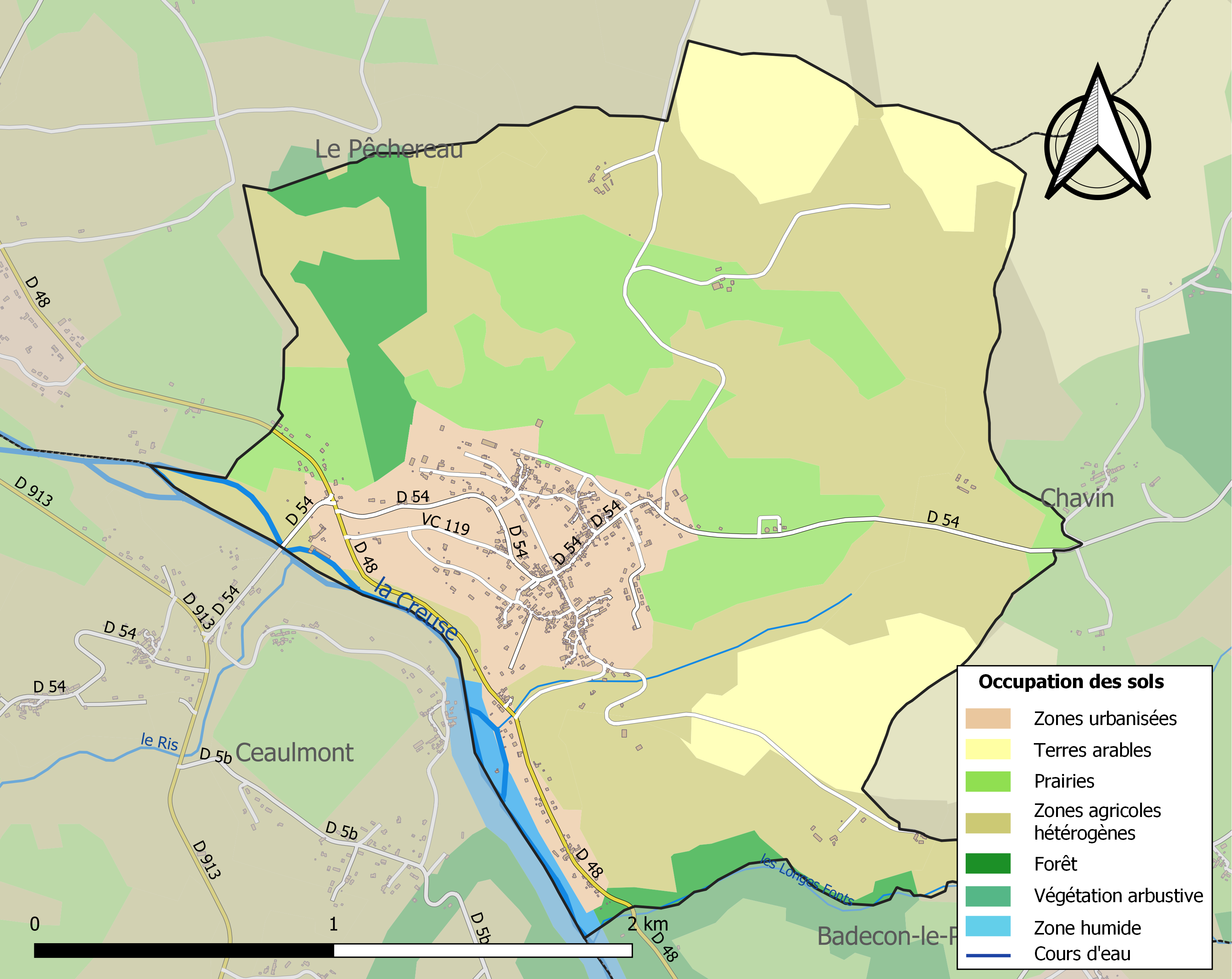
Carte des infrastructures et de l'occupation des sols de la commune en 2018 (CLC).

### Logement
Le tableau ci-dessous présente le détail du secteur des logements de la commune :
| Date du relevé                                              | 2013   |
| Nombre total de logements                                   | 324    |
| Résidences principales                                      | 66 %   |
| Résidences secondaires                                      | 21,3 % |
| Logements vacants                                           | 12,7 % |
| Part des ménages propriétaires de leur résidence principale | 86 %   |

### Risques majeurs
Le territoire de la commune duMenoux est vulnérable à différents aléas naturels : météorologiques (tempête, orage, neige, grand froid, canicule ou sécheresse), inondations, mouvements de terrains et séisme (sismicité faible). Il est également exposé à un risque technologique, la rupture d'un barrage. Un site publié par le BRGM permet d'évaluer simplement et rapidement les risques d'un bien localisé soit par son adresse soit par le numéro de sa parcelle.

#### Risques naturels
Certaines parties du territoire communal sont susceptibles d’être affectées par le risque d’inondation par débordement de cours d'eau, notamment la Creuse. La commune a été reconnue en état de catastrophe naturelle au titre des dommages causés par les inondations et coulées de boue survenues en 1982, 1990, 1999, 2006 et 2008,.

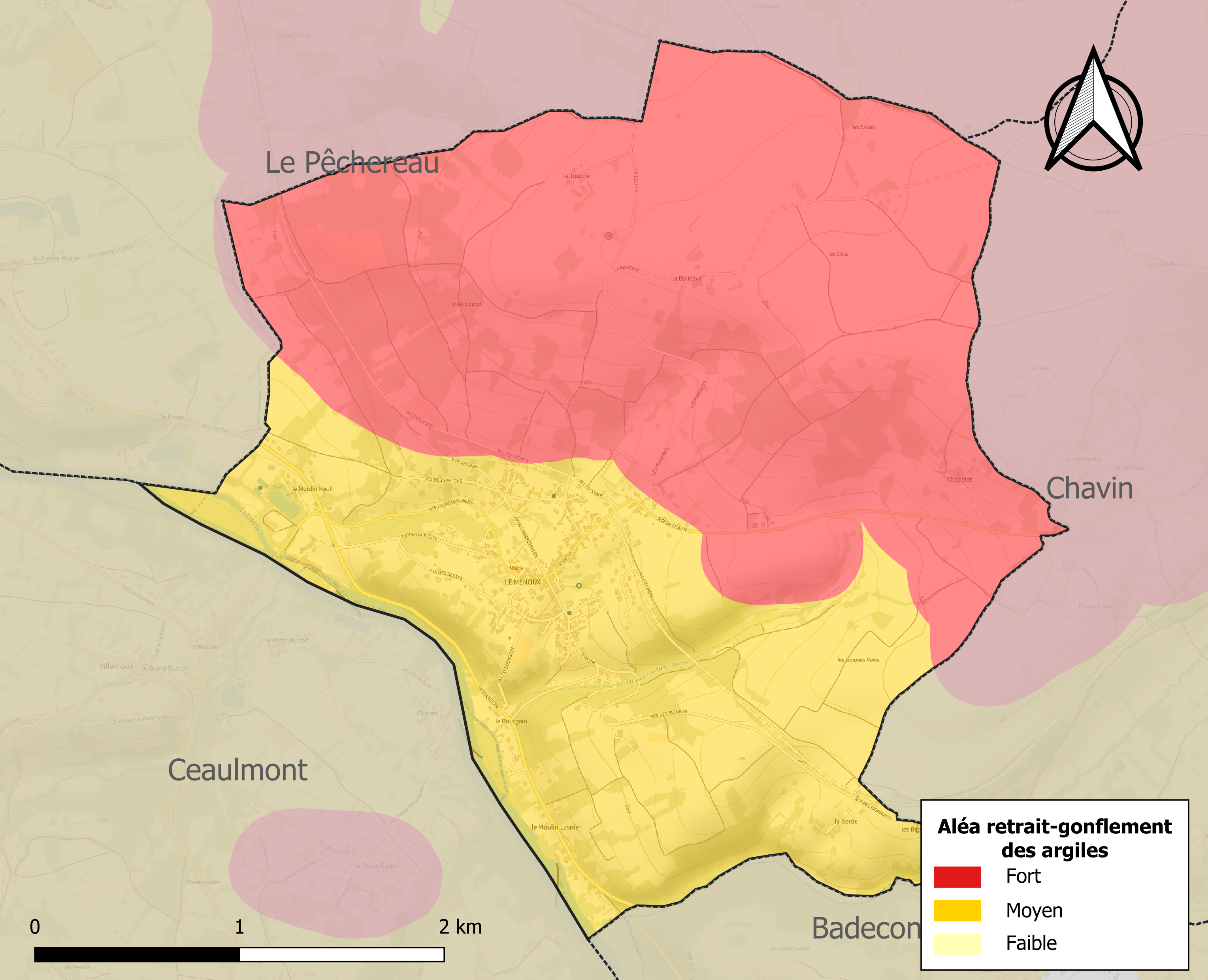
Carte des zones d'aléa retrait-gonflement des sols argileux duMenoux.

Les mouvements de terrains susceptibles de se produire sur la commune sont des tassements différentiels.
Le retrait-gonflement des sols argileux est susceptible d'engendrer des dommages importants aux bâtiments en cas d’alternance de périodes de sécheresse et de pluie. La totalité de la commune est en aléa moyen ou fort (84,7 % au niveau départemental et 48,5 % au niveau national). Sur les 324 bâtiments dénombrés sur la commune en 2019, 324 sont en aléa moyen ou fort, soit 100 %, à comparer aux 86 % au niveau départemental et 54 % au niveau national. Une cartographie de l'exposition du territoire national au retrait gonflement des sols argileux est disponible sur le site du BRGM,.
Concernant les mouvements de terrains, la commune a été reconnue en état de catastrophe naturelle au titre des dommages causés par la sécheresse en 1989, 1991, 2018 et 2019 et par des mouvements de terrain en 1999.

#### Risques technologiques
La commune est en outre située en aval du Barrage d'Éguzon, de classe A et faisant l'objet d'un PPI, mis en eau en 1926, d’une hauteur de 58 mètres et retenant un volume de 57,3 millions de mètres cubes. À ce titre elle est susceptible d’être touchée par l’onde de submersion consécutive à la rupture de cet ouvrage.

## Toponymie
Ses habitants sont appelés les Menousiens. Initialement on les appelait familièrement les Broquets, car en montant la cote pour rejoindre le village, les sabots de chevaux glissaient (broqueter en berrichon).

## Histoire
Le Menoux, qui faisait partie primitivement de la paroisse de Chavin, fut érigé en paroisse en 1790. C'était un fief des seigneurs d'Argenton, autrefois renommé pour la culture de la vigne. La commune fut aussi rattaché du 27 décembre 1993 au 31 décembre 2016 à la communauté de communes du pays d'Argenton-sur-Creuse.

## Politique et administration
La commune dépend de l'arrondissement de Châteauroux, du canton d'Argenton-sur-Creuse, de la deuxième circonscription de l'Indre et de la communauté de communes Éguzon - Argenton - Vallée de la Creuse.
Elle dispose d'un bureau de poste.
| Période                                  | Période   | Identité            | Étiquette | Qualité    |
| ---------------------------------------- | --------- | ------------------- | --------- | ---------- |
| mars 1977                                | mars 1983 | Jean Pascaud        |           |            |
| mars 1983                                | juin 1995 | André Brunaud       |           |            |
| juin 1995                                | mars 2008 | Raymond Fiaud       |           |            |
| mars 2008,                               | 2020      | Michel Debry        | UDI       | Pharmacien |
| 2020                                     | En cours  | Chantal Larue-Ricot |           |            |
| Les données manquantes sont à compléter. |           |                     |           |            |

## Population et société

### Démographie
L'évolution du nombre d'habitants est connue à travers les recensements de la population effectués dans la commune depuis 1793. Pour les communes de moins de 10 000 habitants, une enquête de recensement portant sur toute la population est réalisée tous les cinq ans, les populations de référence des années intermédiaires étant quant à elles estimées par interpolation ou extrapolation. Pour la commune, le premier recensement exhaustif entrant dans le cadre du nouveau dispositif a été réalisé en 2008.

En 2022, la commune comptait 412 habitants, en évolution de −3,74 % par rapport à 2016 (Indre : −3 %, France hors Mayotte : +2,11 %).
| 1793 | 1800 | 1806 | 1821 | 1831 | 1836 | 1841 | 1846 | 1851 |
| ---- | ---- | ---- | ---- | ---- | ---- | ---- | ---- | ---- |
| 805  | 846  | 835  | 801  | 815  | 812  | 828  | 846  | 823  |

| 1856 | 1861 | 1866 | 1872 | 1876 | 1881 | 1886 | 1891 | 1896 |
| ---- | ---- | ---- | ---- | ---- | ---- | ---- | ---- | ---- |
| 795  | 801  | 764  | 758  | 730  | 748  | 749  | 703  | 705  |

| 1901 | 1906 | 1911 | 1921 | 1926 | 1931 | 1936 | 1946 | 1954 |
| ---- | ---- | ---- | ---- | ---- | ---- | ---- | ---- | ---- |
| 746  | 685  | 635  | 601  | 582  | 553  | 556  | 522  | 508  |

| 1962 | 1968 | 1975 | 1982 | 1990 | 1999 | 2006 | 2008 | 2013 |
| ---- | ---- | ---- | ---- | ---- | ---- | ---- | ---- | ---- |
| 493  | 446  | 424  | 434  | 425  | 420  | 442  | 450  | 435  |

| 2018 | 2022 | - | - | - | - | - | - | - |
| ---- | ---- | - | - | - | - | - | - | - |
| 431  | 412  | - | - | - | - | - | - | - |

### Enseignement
La commune dépend de la circonscription académique de La Châtre.

### Sports
Un site de baignade non surveillé (plage Le Bourgouin) est présent dans la commune.

### Médias
La commune est couverte par les médias suivants : La Nouvelle République du Centre-Ouest, Le Berry républicain, L'Écho - La Marseillaise, La Bouinotte, Le Petit Berrichon, L'Écho du Berry, France 3 Centre-Val de Loire, Berry Issoudun Première, Vibration, Forum, France Bleu Berry et RCF en Berry.

## Économie
La commune se situe dans la zone d’emploi de Châteauroux et dans le bassin de vie d’Argenton-sur-Creuse.
La commune se trouve dans l'aire géographique et dans la zone de production du lait, de fabrication et d'affinage du fromage Valençay.
L’économie du village a toujours été fondée sur l’agriculture et la vigne. Après la terrible épidémie de phylloxéra, Le Menoux a reconstitué ses parcelles. Entre les deux guerres, le village s’est tourné vers le BTP et la confection, cette dernière en marge des usines textiles d’Argenton-sur-Creuse. Ces activités ont progressivement décliné dans les années 80/90 et ont actuellement disparu. Au début des années 2000, une relance de l’activité viticole a été réalisée avec succès : le village produit à nouveau du vin du Menoux.
Un camping est présent dans la commune. Il s'agit du camping GCU qui dispose de 23 emplacements.

## Culture locale et patrimoine

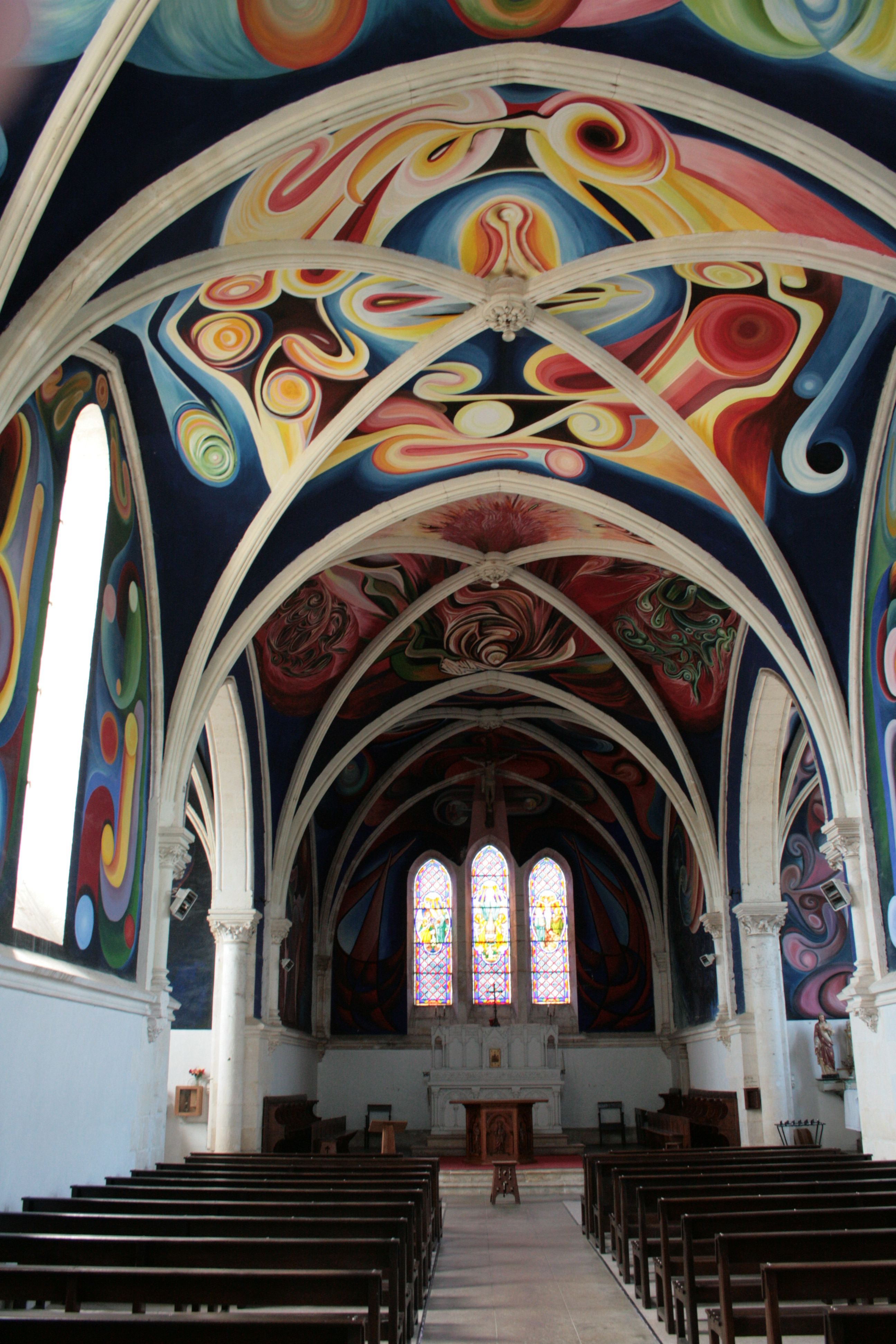
Les fresques de Carrasco en 2012.

### Lieux et monuments
- L'église Notre-Dame (XIXe siècle) est entièrement décorée de fresques modernes exécutées par Jorge Carrasco (1919-2006). Dans la clef de voûte du chœur, dominant les peintures murales, un antique christ restauré a été mis en place. À droite, Carrasco a représenté les forces positives de la nature, à gauche les forces négatives. Devant, le feu de la création qui se déploie dans les premières circonvolutions de la vie. Dans la première travée de voûte, l'Apocalypse.
- L'atelier de Jorge Carrasco, situé dans la maison où il vécut pendant près de quarante ans, est ouvert aux visites. S'y trouve la plus grande exposition des œuvres de l'artiste, sculptures et peintures. A l'étage, l'atelier est resté intact.
- Le monument aux morts.

### Personnalités liées à la commune
- Jean-Alexis Moreau (1801-1889), médecin et député de la Creuse, est né au Menoux.
- Charles Giroux (1861-1940), graveur d'interprétation et aquafortiste, vécut et mourut au Menoux.
- Jorge Carrasco (1919-2006), peintre bolivien, mort au Menoux.
- Pierre Brunaud, né en 1944, historien régional, habite au Menoux.